# Calvin Willard Gilfillan

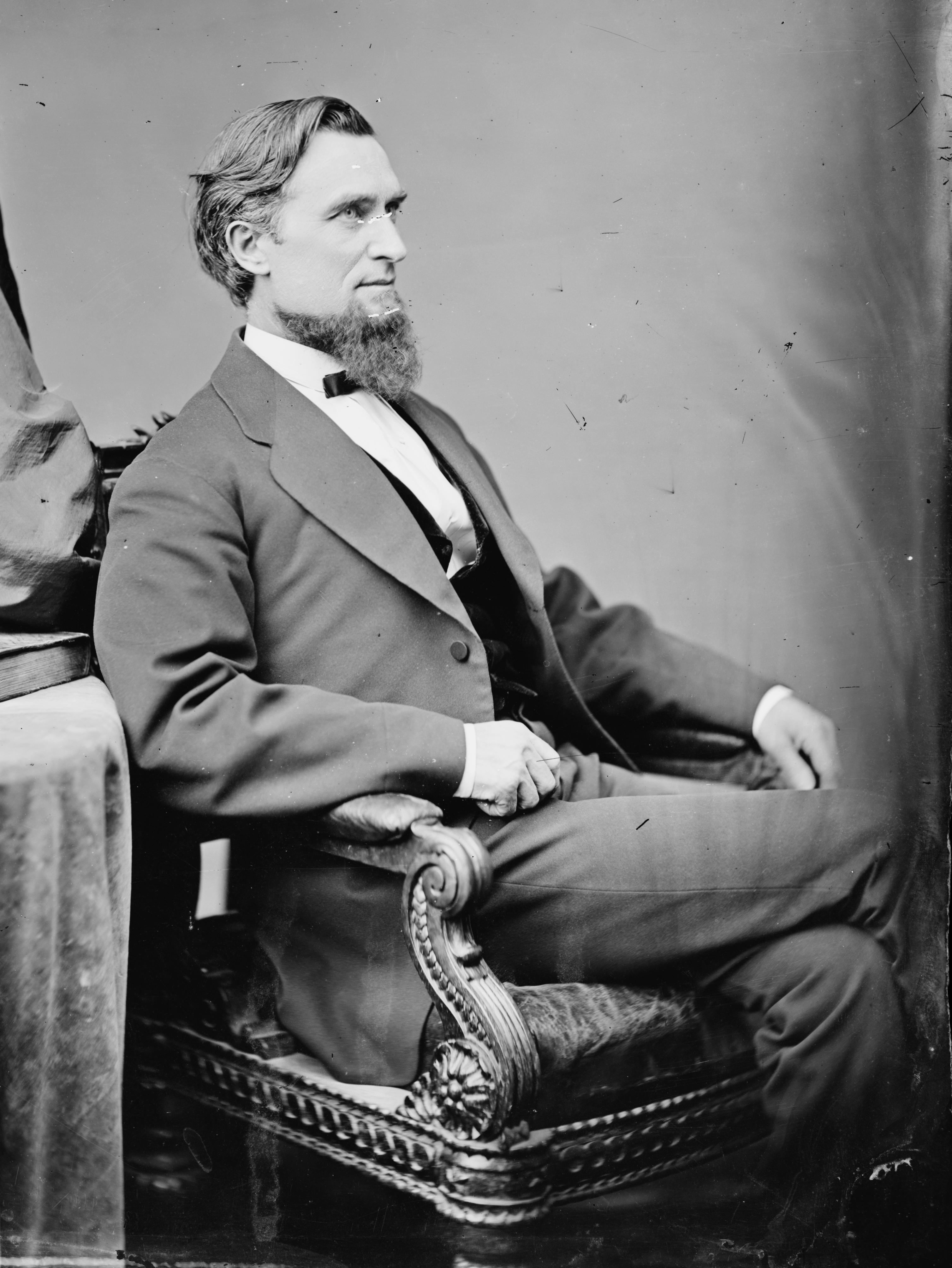
Calvin Willard Gilfillan

Calvin Willard Gilfillan (* 20. Februar 1832 bei East Brook, Mercer County, Pennsylvania; † 2. Dezember 1901 in Franklin, Pennsylvania) war ein US-amerikanischer Politiker. Zwischen 1869 und 1871 vertrat er den Bundesstaat Pennsylvania im US-Repräsentantenhaus.

## Werdegang
Der im heutigen Lawrence County geborene Calvin Gilfillan besuchte die öffentlichen Schulen seiner Heimat und danach das Westminster College in New Wilmington. Danach war er für zwei Amtszeiten Schulrat im Mercer County. Im Jahr 1859 war er auch Verwaltungsangestellter beim Repräsentantenhaus von Pennsylvania. Nach einem Jurastudium und seiner 1859 erfolgten Zulassung als Rechtsanwalt begann er in Mercer in diesem Beruf zu arbeiten. Zwischen 1861 und 1865 amtierte er als Bezirksstaatsanwalt im Mercer County. Politisch wurde er Mitglied der Republikanischen Partei.
Bei den Kongresswahlen des Jahres 1868 wurde Gilfillan im 20. Wahlbezirk von Pennsylvania in das US-Repräsentantenhaus in Washington, D.C. gewählt, wo er am 4. März 1869 die Nachfolge von Solomon Newton Pettis antrat. Da er im Jahr 1870 nicht bestätigt wurde, konnte er bis zum 3. März 1871 nur eine Legislaturperiode im Kongress absolvieren. Während dieser Zeit wurde der 15. Verfassungszusatz ratifiziert.
Nach dem Ende seiner Zeit im US-Repräsentantenhaus praktizierte Calvin Gilfillan noch bis 1873 als Anwalt; danach wurde er im Bankgewerbe tätig. Im Juni 1872 nahm er als Delegierter an der Republican National Convention in Philadelphia teil, auf der Präsident Ulysses S. Grant zur Wiederwahl nominiert wurde. Er starb am 2. Dezember 1901 in Franklin, wo er auch beigesetzt wurde.